# Caunos
Caunos (en grec ancien Καῦνος ; en latin Caunus) est une ancienne cité grecque de Carie en Asie Mineure, à quelques kilomètres à l'ouest de l'actuelle Dalyan (en Turquie) qui surplombe la mer Méditerranée. Selon la mythologie grecque, Caunos est fondée par Caunos, frère jumeau de la nymphe Byblis.

## Histoire
Caunos est à l'origine un port dont la première trace remonterait au Xe siècle av. J.-C. ; Hérodote en fait mention dans ses Histoires, lorsque Harpage marche contre les Lyciens, les Cauniens et les Cariens au moment de l'invasion perse de 546 av. J.-C. Il mentionne également qu'elle participe au siècle suivant à la révolte de l'Ionie, puis fait partie de la ligue de Délos. En 387 av. J.-C., Caunos, après la paix d'Antalcidas, est placée sous le joug perse.
La ville se trouve aujourd'hui à huit kilomètres des côtes. Le port est abandonné pendant la période hellénistique car il s'est asséché. La ville est christianisée très tôt avant l'ère constantinienne et, au IVe siècle, devenant Caunos-Hegia, elle obtient un évêque. L'un d'eux, Basile, assiste au concile de Séleucie en 359 et l'évêque Antipatros au concile de Chalcédoine en 451.
La ville, harcelée par les musulmans depuis le XIIIe siècle, a été prise par les Turcs au XVe siècle, puis abandonnée quelques années plus tard après une épidémie de malaria.

## Personnalités
- Protogène
- Zénon de Caunos